# Muzeul Civilizației Transilvane „ASTRA” din Sibiu
Muzeul Civilizației Transilvane „ASTRA” funcționează într-o clădire istorică din Sibiu, în Piața Mică, nr. 11.
El este, în primul rând, trezorierul valorilor patrimoniale moștenite de la Muzeul „Asociațiunii” (înființat în anul 1905 și desființat, prin dictat comunist, în 1950). În registrele inventar figurează 9 002 obiecte înregistrate sub sigla „A”, împărțite pe șase colecții: 6 523 broderii, 1 025 port-textile, 567 obiecte de cult, 539 lemn, os, fier, 330 ceramică și 18 păpuși. Colecțiile s-au îmbogățit, în ultima jumătate de secol, ajungând astăzi la 30.138 obiecte din care: 8.740 port-textile, 9.884 broderii, 3.960 ceramică, 4.147 obiecte de cult, 3.407 lemn, os, fier. De-a lungul anilor, aceste valori de patrimoniu au fost prezentate în numeroase expoziții organizate în țară și în străinătate, până la închiderea Expoziției de artă populară din Palatul Brukenthal, în anul 1990.
Prin schimbarea paradigmei muzeale (de la un muzeu etnic la un muzeu multicultural al unei regiuni europene - Transilvania) și a concepției expoziționale (de la o expunere etnografică, monocoloră, la o expunere etnologică modernă, concepută diacronic și realizată interdisciplinar) muzeul pavilionar sibian vine să completeze oferta muzeului în aer liber ca muzeu național al civilizației populare tradiționale din România, sugerând formula ideală pentru muzeologia secolului al XXI-lea, angajată în evidențierea particularismului plurietnic în contextul valorilor comunitar europene.
Dintr-un muzeu etnografic clasic, specific secolelor XIX și XX, cu expuneri de serii de obiecte, pe domenii, pe genuri, pe stiluri sau pe tehnici de lucru, muzeul proiectat de noi pentru ilustrarea civilizației transilvane în toată dinamica sa istorică și polivalența sa culturală deplasează accentul dinspre factologic spre fenomenologic, dinspre național spre european, dinspre mono- spre multicultural, dinspre sincronic spre diacronic, adică spre relaționarea și conexarea proceselor etnoculturale, transgresând limitele frontierelor efemere sau “tradiționale”, de natură administrativă sau etno-culturală.
Muzeul va inova și în ceea ce privește introducerea culturii imateriale în programul muzeal curent spre a ilustra, atât prin expoziții, cât și prin alte manifestări culturale destinate patrimoniului cultural imaterial, un întreit program ideatic ce cuprinde – tradițiile, influențele și experiențele. Tradițiile înseamnă rădăcinile, constantele, liniile de forță ale culturii, ce urcă din adâncul vremurilor, asigurând continuitatea. Influențele reprezintă schimburile prin care popoarele comunică între ele, puterea de înnoire pe care o dă comunitatea de viață și de destin cultural istoric, iar experiențele relevă nevoia căutării și a creației originale din necesitatea de adaptare și de progres cultural.
În paralel cu proiectul expozițional, Muzeul Civilizației Transilvane „ASTRA" a inițiat și aplicat, în baza teoriilor moderne de reprezentare integrală a culturii populare tradiționale, în expresiile sale materiale și spirituale, conceptul modern de „museum vivum”, prin dezvoltarea unui adevărat sistem național de cercetare, valorificare, consolidare, catalizare și transmitere a manifestărilor circumscrise patrimoniului cultural imaterial. Întreg acest program a fost realizat în deplin consens cu Recomandările UNESCO (din anii 1989 și 1999) privind încurajarea salvării și stimularea prezervării active a valorilor culturii naționale, reprezentând tradițiile culturii populare, începând cu meșteșugurile artistice.
Programul TEZAURE UMANE VII. Recuperarea tradițiilor trebuie făcută în spiritul lor, însă, în forme moderne de expresie, adaptate cerințelor actuale ale comunității rurale. Ideea de recuperare include ideile de redescoperire, de retrăire și de continuare în forme îmbunătățite, consensuale cu imperativele societății moderne, a valorilor cultural-tradiționale, care vin din secole de istorie. Credem că este oportună și o analiză semantică a termenului. Cuvântul tradiție provine din francezul tradition, care are la origine etnonimul latin trado-ere, având multiple sensuri: „a transmite”, „a trece mai departe”, „a încredința”, „a preda”, „a lăsa pe seama cuiva”, „a trăda”, „a povesti”. Încercând să definească tradiția, Constantin Noica spunea că ea este „păstrarea întru spirit a ceea ce a fost bun în trecut” iar Andrei Pleșu preciza că este „prezentul etern și nemijlocit, e singura prezență care reunește, în țesătura ei, actualitatea cu maxima stabilitate (...) tradiția este”.
Așadar, nu putem face disocierea procesului de recuperare a tradițiilor de întregul sistem de redescoperire și reevaluare a conștiinței propriei identități etnoculturale. Admițând că fiecare generație are dreptul la o viziune proprie privind actul de creație artistică, respectând spiritul și nu „litera” (forma exterioară) a tradiției, subliniem faptul că regăsirea tradițiilor, acolo unde s-au pierdut, sau prelucrarea vestigiilor și moștenirilor, acolo unde s-au păstrat, presupune dialogul dintre “cei ce știu” cu „cei ce nu știu”, dar ar fi necesar „să știe”, evidențiind, totodată, care sunt direcțiile de intervenție și perspectivele evoluției întregului sistem cultural, în mecanismele sale de transmitere clasice și moderne.
Programul UNESCO „Tezaure umane vii” prevede salvarea patrimoniului imaterial prin dezvoltarea și implementarea la nivel național și internațional a unor strategii pe termen lung, care să urmărească conservarea - prin colectare, înregistrare și arhivare - și revitalizarea - prin încurajarea de cunoștințe și aptitudini privind transmiterea generațiilor viitoare - a valorilor tradiționale în domeniul artefactului artistic. Definirea conceptelor de „patrimoniu cultural imaterial" și „tezaur uman viu" este foarte dificil de făcut trebuind să se țină seama de condițiile social-istorice și culturale ale fiecărei țări ce adoptă sistemul.
Conform Recomandation sur la sauvegarde de la culture traditionnelle et populaire (1989) „cultura tradițională și populară este ansamblul creațiilor unei comunități culturale fondate pe tradiție, exprimate de un grup sau de un individ și recunoscute ca răspunzând așteptărilor comunității atât ca expresie a identității culturale și sociale, cât și ca norme și valori transmise oral prin imitație sau alte maniere. Formele sale cuprind, între altele, limba, literatura, muzica, dansul, jocurile, mitologia, riturile, cutumele, artizanatul, arhitectura și alte arte”.
Zece ani mai târziu, în 1999 la Veneția, UNESCO considera că „Tezaure umane vii sunt persoanele care dețin, la cel mai înalt nivel, deprinderile și tehnicile necesare pentru producerea anumitor aspecte de viață culturală a unui popor și pentru continuarea existenței patrimoniului lor cultural material”.
Prin Convenția Internațională pentru Salvarea Patrimoniului Cultural Imaterial, adoptată la 17 octombrie 2003, la Paris, patrimoniul cultural imaterial este înțeles ca: „practicile, reprezentările, expresiile, cunoștințele și îndemânările, cât și instrumentele, obiectele, artefactele și spațiile culturale care le sunt asociate – comunitățile, grupurile și eventual indivizii recunoscuți ca făcând parte din patrimoniul lor cultural. Astfel patrimoniul cultural imaterial, transmis din generație în generație, este recreeat în permanență de comunități și grupuri, în funcție de locul lor, de interacțiunea cu natura și de istoria lor și le dă un sentiment de identitate și de continuitate, constribuind astfel la promovarea respectului diversității culturale și a creativității umane”.
Patrimoniul cultural imaterial – artele plastice, artele mecanice, artele interpretative – reprezintă una dintre sursele esențiale ale identității noastre etnoculturale. Raportarea culturii populare la cea a altor popoare și realizarea unor studii comparative ne va ajuta să ne privim critic propriul tezaur etnografic, deci să ne formăm o viziune obiectivă despre noi înșine. Petru Caraman spunea că astfel „ne vom încadra distinct față de celelalte națiuni, în ramele universale. Se va putea adică ști precis prin ce anume elemente, caracteristice numai nouă, contribuim noi la edificiul spiritual – atât de multicolor și totuși atât de ceremonios unitar – al lumii”.
Patrimoniul cultural imaterial este foarte vulnerabil, riscând să fie înlocuit cu o cultură standardizată datorită atât modernizării socio-economice, cât și progresului tehnicilor informaționale. În acest context se impune nevoia urgentă de a stopa pierderile viitoare prin prezervarea acestora (identificare, arhivare, cercetare), prin asigurarea căilor de transmitere a cunoștințelor și deprinderilor și mai ales prin înregistrarea în forme tangibile. Obiectivul poate fi atins doar acordând o recunoaștere deosebită persoanelor care le dețin la cel mai înalt nivel.
Fără a cunoaște provocarea UNESCO din 1989 și în absența unui program național axat pe o asemenea problematică Complexul Național Muzeal „ASTRA" a articulat, încă din 1983, un sistem propriu prin care și-a asumat responsabilitatea protejării patrimoniului cultural imaterial.
Nici nici până în prezent inițiativa nu a devenit o prioritate, dar a primit recunoașterea națională și internațională. Pentru realizările remarcabile obținute în anul 2001, Ministerul Culturii și Cultelor a decernat Muzeului „ASTRA”, Premiul „Al. Tzigara Samurcaș“ ce s-a acordat pentru amploarea și mesajul manifestărilor organizate în cadrul Programului „Tezaure umane vii”. În anul 2004, pentru rezultatele remarcabile obținute în anul 2003, în derularea Programului “Tezaure umane vii”, Ministerul Culturii și Cultelor, împreună cu Comisia Națională a României pentru UNESCO, a acordat Complexului Național Muzeal „ASTRA” un Premiu special al Ministerului Culturii și Cultelor și unul din Premiile Naționale. În anul 2005, Muzeul „ASTRA" recidivează, obținând Premiul special al Ministerului Culturii și Cultelor și al Comisiei Națională a României pentru UNESCO, pentru programul Olimpiada Națională "Meșteșuguri artistice tradiționale", derulată în anul 2004.
Sistemul, construit piramidal, poate fi analizat în totalitate sau poate fi privit fragmentar, pentru a descoperi „onestitatea supremă" a întregului.

ASOCIAȚIA CREATORILOR POPULARI DIN ROMÂNIA. La începutul anilor '90, Complexul Național Muzeal „ASTRA”, el însuși în fața unei provocări capitale, aceea de a-și reînnoi funcțiile fără a le abandona pe cele clasice, și-a asumat sarcina de a proteja, încuraja și valorifica superior patrimoniul cultural național imaterial.
Pe baza experienței acumulate și a constatărilor făcute în urma cercetărilor de teren s-a semnalat necesitatea de asistență și de asociere a creatorilor populari. În acel moment muzeul a devenit catalizatorul procesului de constituire a Asociației Creatorilor Populari din România.
În ședința de constituire, desfășurată în august 1992, cu prilejul Târgului Creatorilor Populari din România, s-au definit scopul și obiectivele acesteia: încurajarea activității de creație meșteșugărească și artistică tradițională în toate satele în care există o asemenea activitate, iar la nivelul noilor generații transmiterea acestei ștafete culturale viitorimii; protejarea și încurajarea creației autentice valoroase și combaterea kitsch-ului; promovarea creației autentice în cadrul rețelei comerciale turistice naționale și internaționale; promovarea celor mai reprezentativi creatori populari pentru manifestări oficiale, organizate în țară și în străinătate; apărarea intereselor morale și materiale ale acestor creatori.
În prezent Asociația numără 327 creatori populari, dintre care 74 membri cotizanți, reprezentând toate genurile creației artistice tradiționale și provenind din toate zonele țării, indiferent de etnie sau apartenența religioasă. Înscrierea în Asociație se face prin selecție, bazată pe criterii de respectare a tradiției, de către un grup de membrii specialiști în același domeniu cu creatorul candidat.
Muzeul și-a asumat rolul de „agent motor" al activităților Asociației, urmărind cu consecvență îndeplinirea obiectivelor. Promovarea produselor membrilor pe piața internă și internațională a avut ca punct de plecare chiar deschiderea Galeriilor de Artă Populară. 
TÂRGUL CREATORILOR POPULARI DIN ROMÂNIA. În urmă cu 23 de ani Muzeul Civilizației Populare Tradiționale „ASTRA” a inițiat o amplă manifestare de cultură populară și civilizație românească care își propunea, și a reușit să realizeze, un dialog veridic între tradiție și creația populară contemporană: Târgul Creatorilor Populari din România. Chiar dacă, atunci, în anii ’80, asocierea unei activități comerciale unui demers cultural părea un fapt cel puțin îndrăzneț, longevitatea manifestării a dovedit că un târg al meșteșugarilor este o rețetă de succes, preluată ulterior de marea majoritate a muzeelor etnografice (cu expunere în aer liber sau pavilionare) din România.
În lumea satului românesc târgul de țară, bâlciul, iarmarocul reprezintă elementul definitoriu al coeziunii comunităților rurale: la târg se vând și se cumpără, se realizează schimburi de produse și bunuri de orice natură și în primul rând se întâlnesc oameni, se creează legături. Este locul în care localnici sau venetici, producători, cumpărători sau simpli „gură-cască” intră în contact, se socializează. Târgul este adevăratul receptacol al problemelor și nevoilor satului, este locul în care și bogatul și săracul târguiesc deopotrivă, pe măsura pungii, firește, este liantul desăvârșit. În vâltoarea târgului este loc pentru tot și pentru toți.
Târgul Creatorilor Populari din România reunește peste 250 de meșteri populari reprezentând majoritatea zonelor etnografice ale țării care conturează imaginea întregii tipologi a meșteșugurilor tradiționale: țesut, brodat, olărit, încondeiat ouă, sculptură în lemn și os, pictură de icoane, cojocărit, confecționat măști, podoabe, păpuși, instrumente muzicale și pălării, împletituri de fibre vegetale etc. Atmosfera specifică târgului și bâlciului tradițional este completată de spectacole de marionete și nelipsitele standuri de turtă dulce –„puiul târgului” de odinioară– care pe lângă demonstrațiile practice ale meșterilor și veritabile spectacole de virtuozitate muzicală ad-hoc ale participanților, fac deliciul publicului vizitator. Beneficiind de un cadru mirific, la care își dau concursul deopotrivă exponatele muzeului în aer liber și natura, pitorescul costumelor populare și varietatea și calitatea produselor, târgul a devenit un punct de atracție pentru publicul sibian și turiștii români și străini. Un alt secret al rețetei de succes îl reprezintă selecția riguroasă a calității meșterilor invitați și a produselor acestora, urmărindu-se respectarea tradiției, revitalizarea și revigorarea meșteșugurilor înlăturarea non-valorii și a kitsch-ului, punerea în circuit a adevăratelor valori ale artei populare și implicit perpetuarea patrimoniului tradițional românesc, marcă a propriei identități etno-culturale.
Târgul Creatorilor Populari din România își propune realizarea unui dialog direct, nemijlocit, între actanți (meșterii populari) și publicul vizitator ce se manifestă în spirit comunitar și interactiv (cântând, dansând, exersând în cadrul atelierelor de arte plastice) și încurajarea generației tinere de a cunoaște și proteja, de a-și însuși și perpetua tradiția culturală. Grupul țintă al acestei manifestări este foarte larg și diversificat: publicul larg, neavizat în ale artei populare, turiștii străini și români, elevii și studenții instituților cu profil de artă, istorie, sociologie, colecționarii de obiecte de artă și proprietarii de galerii de artă, specialiștii în domeniul culturii și civilizației populare. Impactul asupra grupului țintă vizează creșterea interesului publicului vizitator pentru obiectele meșteșugărești autentice oferite spre vânzare de meșterii populari, trezirea și menținerea conștiinței populare a publicului larg pentru protejarea patrimoniului cultural tradițional românesc, creșterea importanței comerțului cu obiecte meșteșugărești tradiționale– prin galeriile de artă populară, aprofundarea cercetării științifice de către specialiști a obiectelor din patrimoniul etnografic, conturarea unei imagini generale, la zi, asupra răspândirii și practicării meșteșugurilor la nivel național.
Pentru meșterii populari, târgul funcționează ca un adevărat studiu de piață, contactul direct cu vizitatorii permițându-le o analiză obiectivă a cererii și o evaluare directă asupra raportului calitate-preț. Întâlnirea dintre meșteri (atât în cadrul neoficial, pe parcursul întregului târg, cât și oficial, în cadrul ședinței generale anuale a Asociației Creatorilor Populari din România, înființată și patronată de Muzeul „ASTRA”) are ca rezultat un dialog permanent și fructuos cu privire la inovațiile tehnice și calitative ale produselor, ducând nu la păstrarea unei tradiții moarte, ci la inovația în spiritul tradiției. Târgul se vrea a fi un nucleu care promovează creativitatea pe toate planurile și adaptarea meșteșugurilor tradiționale la cerințele actuale ale publicului consumator de artă populară.
OLIMPIADA NAȚIONALĂ “MEȘTEȘUGURI ARTISTICE TRADIȚIONALE”. În cadrul programului de revitalizare și recuperare – pentru cultură și economie - a tradițiilor creației artistice populare, un loc deosebit – prin valențele sale sociale privind relansarea prin școală a meșteșugurilor artistice tradiționale - îl ocupă Olimpiada Națională „Meșteșuguri artistice tradiționale". Începând cu anul 1992 Complexul Național Muzeal "ASTRA" a organizat 4 ediții ale Târgului copiilor meșteșugari din România. Prin demersurile întreprinse la Ministerul Educație Naționale, începând cu anul 1996 s-a reușit cuprinderea acestei manifestări în cadrul calendarului activităților extrașcolare și transformarea ei în Olimpiadă Națională.
La Olimpiada Naționala „Meșteșuguri artistice tradiționale" pot participa copii între 6-16 ani, care se manifestă, prin instrucția și educația primite în familie sau la școală, ca adevărați creatori de artă populară.
Copiii realizeaza lucrări din toate domeniile creației artistice tradiționale - ouă încondeiate; icoane pictate pe lemn; icoane sculptate pe lemn; icoane de vatră; icoane pictate pe sticlă; ceramică; măști; sculptură în lemn; jucării; prelucrare artistică a osului; țesut; împletit fibre vegetale; broderie; broderie cu mărgele; broderie pe piele; tapiserie; cusături.
În cadrul gospodăriilor din Muzeul în aer liber din Dumbrava Sibiului micii meșteșugari prestează demonstrații practice, lucrările pentru concurs trebuind să respecte tradiția locală a genului, lăsând loc exprimării talentului și forței de creație proprii, manifestate în deplin respect pentru spiritul original al tradiției.
Olimpiada este o manifestare unică, mărturisind printr-o singură imagine totu despre ceea ce numim „Tezaure umane vii”: cine păstrează tradiția (meșteri și creatori populari, mulți dintre ei membrii Academiei Artelor Tradiționale din România), cum și către cine se transmit tainele meșteșugurilor, cine receptează aceste valori…
Olimpiada le oferă, pe lângă cunoașterea voluptoasă a universului tradițiilor, și „experiența alterității", prilejul de a „căuta necunoscutul" și, implicit, resursele de creație ale propriei ființe. Este o plăcută călătorie prin care se recompune un întreg univers gradual, de la vechi “spre nou”, de la generațiile antecesoare spre generațiile viitoare, de la „celălalt” spre „tine”, în tonuri și nuanțe de o variabilitate infinită.
FESTIVALUL NAȚIONAL AL TRADIȚIILOR POPULARE. Analizând materialul acumulat în arhiva științifică a muzeului, în coroborare cu observațiile directe din teren, s-a constatat necesitatea organizării unei manifestări care să ne permită o cercetare a tuturor fenomenelor de cultură populară la nivelul întregii țări. Convingerea noastră a fost întărită de șansa cunoașterii directe a "Festivalului Tradițiilor Popoarelor Lumii" de la Washington, D.C., în vara anului 1999. „Smithsonian Folklife Festival”, organizat anual de Institutul Smithsonian la Washington D.C. a avut, la cea de a 33-a ediție (1999), ca invitat de onoare, delegația României, formată din 112 artiști, meșteșugari, dansatori, cântăreți, creatori populari, rapsozi, 18 dintre ei fiind membri ai Academiei Artelor Tradiționale din România.
Având modelul - considerat ideal pe plan mondial, cu valoare de reper științific și cultural universal - Complexul Național Muzeal „ASTRA” Sibiu a inițiat, în anul 2001, organizarea Festivalului Național al Tradițiilor Populare.
Festivalul este conceput ca o manifestare spectaculară și interactivă, de prezentare scenică sau lucrativă, ecleziastică sau laică, printr-un dialog direct între actanți și publicul vizitator, exprimat în spirit comunitar și interactiv (povestind, cântând, dansând, exersând în cadrul atelierelor de arte plastice sau arte mecanice, gustând mâncăruri tradiționale etc.) împreună cu țăranii actanți, reprezentanți ai comunităților care își prezintă propriile tradiții. Întreg ciclul de manifestări apare ca o scenă de spectacole și activități vivante, cu ateliere de creație „in vivo”, susținute de către creatorii și purtătorii autentici ai culturii populare tradiționale contemporane, neprelucrate prin „regizări academice" și nemalformate de interpretări desuete, de tip „Cântarea României” sau de altă natură „estetizantă” sau spectaculară.
La fiecare ediție a Festivalului participă reprezentanții câte unui județ din Transilvania (inclusiv Banatul, Crișana și Maramureșul), Muntenia (inclusiv Oltenia și Dobrogea), Moldova (inclusiv Bucovina și Basarabia) și din Republica Moldova.
Cei 350 de participanți-actanți asigură acoperirea celor șapte secțiuni tematice din programul Festivalului: Arte religioase (tradiții cultice legate de practicile religioase), Literatură populară (basme, eresuri, poezie și teatru popular), Arte muzicale (interpreți vocali și instrumentali), Arte coregrafice (dans popular), Arte plastice tradiționale (meșteșuguri artistice), Arte mecanice (creație tehnică tradițională) și Artă culinară (meniuri după rețete tradiționale).
Marca identității actanților o constituie în primul rând portul popular, care trebuie să respecte originalitatea, specificitatea și valoarea costumului tradițional, propriu fiecărei comunități locale (se va evita orice abatere de la tradiție, în sensul prezentării unor piese moderne de port, confecționate din materiale industriale, cu o cromatică stridentă și având un croi sau o decorație atipică, netradițională), fiecărei categorii de vârstă, de lucru sau de sărbătoare.
Festivalul are ca obiective prezervarea culturii populare contemporane românești, valorificarea întregului patrimoniu exprimat prin tradițiile cotidiene din viața comunităților rurale și încurajarea adresată generației tinere de a cunoaște și proteja, de a-și însuși și perpetua valorile patrimoniului cultural național, marcă a propriei identități etno-culturale.
TÂRG INTERNAȚIONAL EUROPEAN AL MEȘTEȘUGURILOR TRADIȚIONALE. SIMPOZIONUL INTERNAȚIONAL “CULTURĂ - TRADIȚIE – TOLERANȚĂ – DIALOG MULTICULTURAL PRIN CUNOAȘTEREA TRADIȚIILOR CULTURALE ALE POPOARELOR LUMII”. Complexul Național Muzeal „ASTRA", sub înaltul patronaj al Comisiei Naționale a României pentru UNESCO, în colaborare cu Ministerul Culturii și Cultelor, Organizația Internațională de Folclor (IOV), a organizat în perioada 29 august – 01 septembrie 2002, la Muzeul Civilizației Populare Tradiționale "ASTRA" din Dumbrava Sibiului, Târgul Internațional al Meșteșugarilor și Simpozionul Internațional Cultură - Tradiție - Toleranță - Dialog multicultural prin cunoașterea tradițiilor culturale ale popoarelor lumii.
Târgul Internațional al Meșteșugarilor. Târgul a avut scopul de a menține și de a întări coeziunea în cadrul meșteșugarilor din toată lumea, oferindu-le posibilitatea de a se întâlni, de a se cunoaște mai bine și de a participa în mod direct la toate activitățile specifice. Muzeul "ASTRA"a avut dificila misiune de a face din acest târg un coagulator permanent al tradițiilor din zona europeană și cea mai importantă manifestare de gen din regiune.
Târgul a păstrat caracterul original, adăugând funcției comerciale specifice, funcția instructivă, prin demonstrațiile practice realizate de meșteri și de „învățăceii”lor, funcția documentar artistică, prin etalonarea frumuseții costumelor populare din zonele de proveniență a creatorilor și funcția socială, de intermediere a unor contacte între meșteri și publicul vizitator.
Simpozionul Internațional „Cultură - Tradiție – Toleranță”. Simpozionul Internațional Cultură - Tradiție - Toleranță a avut ca principală temă de discuție problematica Dialogului multicultural prin cunoașterea tradițiilor culturale ale popoarelor lumii.
Simpozionul a recunoscut în plan național și internațional, performanțele, cu valoare de model cultural, pe care Muzeul ASTRA le-a înregistrat în domeniul prezervării valorificării și afirmării culturii tradiționale.
Dezbaterile, ce au avut loc, au evidențiat, din perspective științifice diverse, principiile pluralismului cultural, în cadrul căruia toleranța și drepturile omului devin din ce în ce mai importante. De asemenea, s-a accentuat ideea potrivit căreia diversitatea este stimulatoare, culturile îmbogățindu-se permanent prin contactele și împrumuturile de la alte culturi. Însăși definiția potrivit căreia “culturile sunt căi de conviețuire împreună” motivează acest dialog viu între civilizații, dialog care îmbogățește și unifică.
Prin organizarea Târgului și Simpozionului Internațional s-au urmărit: realizarea unui dialog cultural internațional pentru cunoașterea de visu a culturii și civilizațiilor popoarelor lumii pe baza înțelegerii și acceptării alterității culturale; realizarea unei comunicări directe pe plan cultural și științific atât prin participarea la Târgul meșteșugarilor artizani, cât și prin comunicările și dezbaterile ce se încadrează în tematica Simpozionului; prezervarea culturii populare contemporane românești și internaționale; valorificarea întregului patrimoniu exprimat prin tradițiile cotidiene din viața comunităților rurale; încurajarea adresată generației tinere de a cunoaște și proteja, de a-și însuși și perpetua acest patrimoniu, marcă a propriei identități etno-culturale; păstrarea și revitalizarea valorilor culturale create de artizani;prezentarea aspectelor fundamentale ale vieții comunitare, reunind activitățile specifice care conduc la o intensă interacțiune între actanți și realizarea, prin participarea internațională, a unei mai bune cunoașteri a meșteșugurilor și a celor care le practică.
ACADEMIA ARTELOR TRADIȚIONALE DIN ROMÂNIA. În cadrul programului național de protejare a patrimoniului cultural imaterial, inițiat de Complexul Național Muzeal "ASTRA", având o concepție sistemică riguroasă, antamând și catalizând capacități, energii și potențe din întreaga țară, Academia Artelor Tradiționale din România este însăși cheia de boltă a edificiului, conceput ca o construcție barocă, cu șapte nivele. Ideea fundamentală care a stat la temelia demersului nostru ctitorial a fost aceea de a întemeia, în România, "forumul național al celor mai valoroși și reputați creatori de artă populară tradițională, aleși de cei mai buni specialiști din domeniul etnologiei și etnomuzeologiei, reuniți deopotrivă într-un dialog concret, analitic, viu, deschis, democratic și permanent, cu privire la trecutul (tradiția), prezentul și viitorul creației artistice de toate genurile", în scopul de a revela individualitățile superlative ale culturii populare contemporane. Academia Artelor Tradiționale din România se inspiră nu din tradițiile și funcțiile Academiei Române, ci se dorește mai degrabă o parafrază semantică la ceea ce anticii numeau "Academia" din Atena (în fapt "Grădina lui Akademos", reputată prin calitatea principală a locației, de a găzdui dezbaterea filosofică a marilor gânditori ai cetății și împărtășirea către tânăra generație a ideilor și valorilor generatoare de frumusețe, adevăr și progres cultural).
Obiectul de activitate și menirea Academiei Artelor Tradiționale din România constau, între altele, din etalonarea valorilor individuale, reale, ale culturii și civilizației populare tradiționale și promovarea lor în conștiința națională și universală ca elemente ale capacității superlative de creație în domeniul artei și artefactelor populare, toate expresive în planul configurării identității noastre etnoculturale.
Structura Academiei Artelor Tradiționale din România cuprinde secțiile: Arte plastice (meșteșugari și artizani populari), Arte mecanice (meșteri constructori și artefactori de geniu în domeniile civilizației tehnice populare tradiționale), Arte ludice (coregrafi), Arte muzicale (rapsozi populari și interpreți instrumentali), Arte literare (poeți și naratori populari) și Arte culinare.
În zilele de 11-12 august 2007, în Muzeul în aer liber din Dumbrava Sibiului, a avut loc Adunarea Generală a Academiei Artelor Tradiționale din România, onorată de prezența președintelui Academiei Române, domnul acad. Ionel Haiduc și a vicepreședintelui, domnul acad. Florin Gheorghe Filip.
Întâlnirea conducerii Academiei Române cu membrii Academiei Artelor Tradiționale din România a reprezentat un moment deosebit de important, prin legitimarea „academiei satului" de către Academia Română. Președintele Academiei Române a acceptat patronajul tutelar al Academiei Române, de for suprem științific și cultural la scară națională, aprobând principiile fondatoare ale Academiei Artelor Tradiționale din România, de a evidenția, de a recunoaște și de a recompensa moral autenticele valori ale culturii populare tradiționale din România.
Meșterii și creatorii populari, consacrate personalități ale satelor și comunităților de origine, primiți în Academia Artelor Tradiționale din România, au avut posibilitatea etalării propriilor creații într-o expoziție vie, bun conducător în periplul Recunoașterii.